# 藤本大
藤本 大（ふじもと だい、1990年5月2日 - ）は、熊本県上益城郡甲佐町出身の元プロサッカー選手。ポジションはDFであった。兄はプロサッカー選手である藤本康太である。

## 来歴
大津高校時代には全国大会ベスト4を経験した。その際高校選抜チームメンバーに選出され欧州遠征を経験している。
高校卒業後は流通経済大学に進学。1年次より公式戦出場の機会を得たが、その後トップチームでプレーすることは少なくクラブ・ドラゴンズでのプレーが続いた。
2013年のロアッソ熊本始動時から練習生としてクラブに同行していたが、2013年2月8日に加入が決定した。2014年シーズン第7節カマタマーレ讃岐戦にて、Jリーグデビューを果たした。
2014年8月4日にレノファ山口FCへの期限付き移籍が発表されたが、わずか2試合の出場に留まり同シーズン限りでの期限付き移籍満了となった。
2015年、ロアッソ熊本へ復帰。復帰後はベンチ入りの機会はなく、国体メンバーにも選出されなかった。契約満了にて、同年にロアッソ熊本を退団。その後12月11日に現役引退が発表された。

## 所属クラブ
- 1997年 - 2002年 アルバランシア熊本（甲佐町立乙女小学校）
- 2003年 - 2005年 FCKマリーゴールド光の森（甲佐町立甲佐中学校）
- 2006年 - 2008年 熊本県立大津高等学校
- 2009年 - 2012年 流通経済大学
  - クラブ・ドラゴンズ
- 2013年 - 2015年 ロアッソ熊本
  - 2014年8月4日 - 12月 レノファ山口FC（期限付き移籍）

## 個人成績
| 国内大会個人成績 | 国内大会個人成績 | 国内大会個人成績 | 国内大会個人成績 | 国内大会個人成績 | 国内大会個人成績 | 国内大会個人成績 | 国内大会個人成績 | 国内大会個人成績 | 国内大会個人成績 | 国内大会個人成績 | 国内大会個人成績 |
| 年度             | クラブ           | 背番号           | リーグ           | リーグ戦         | リーグ戦         | リーグ杯         | リーグ杯         | オープン杯       | オープン杯       | 期間通算         | 期間通算         |
| 年度             | クラブ           | 背番号           | リーグ           | 出場             | 得点             | 出場             | 得点             | 出場             | 得点             | 出場             | 得点             |
| 日本             | 日本             | 日本             | 日本             | リーグ戦         | リーグ戦         | リーグ杯         | リーグ杯         | 天皇杯           | 天皇杯           | 期間通算         | 期間通算         |
| ---------------- | ---------------- | ---------------- | ---------------- | ---------------- | ---------------- | ---------------- | ---------------- | ---------------- | ---------------- | ---------------- | ---------------- |
| 2008             | 大津高           | 4                | -                | -                | -                | -                | -                | 2                | 1                | 2                | 1                |
| 2013             | 熊本             | 32               | J2               | 0                | 0                | -                | -                | 0                | 0                | 0                | 0                |
| 2014             | 熊本             | 32               | J2               | 1                | 0                | -                | -                | 0                | 0                | 1                | 0                |
| 2014             | 山口             | 32               | JFL              | 2                | 0                | -                | -                | -                | -                | 2                | 0                |
| 2015             | 熊本             | 6                | J2               | 0                | 0                | -                | -                | 0                | 0                | 0                | 0                |
| 通算             | 日本             | 日本             | J2               | 1                | 0                | -                | -                | 0                | 0                | 1                | 0                |
| 通算             | 日本             | 日本             | JFL              | 2                | 0                | -                | -                | -                | -                | 2                | 0                |
| 通算             | 日本             | 日本             | 他               | -                | -                | -                | -                | 2                | 1                | 2                | 1                |
| 総通算           | 総通算           | 総通算           | 総通算           | 3                | 0                | -                | -                | 2                | 1                | 5                | 1                |

- Jリーグ初出場 - 2014年4月13日 J2 第7節 カマタマーレ讃岐戦 (熊本県民総合運動公園陸上競技場)